# Люк Мур
Люк Мур (англ. Luke Moore, нар. 13 лютого 1986, Бірмінгем) — англійський футболіст, що грав на позиції нападника.
Виступав, зокрема, за клуби «Астон Вілла», «Вест-Бромвіч Альбіон» та «Свонсі Сіті», а також молодіжну збірну Англії.
Володар Кубка англійської ліги.

## Клубна кар'єра
Народився 13 лютого 1986 року в місті Бірмінгем. Вихованець футбольної школи клубу «Астон Вілла». Дорослу футбольну кар'єру розпочав 2003 року в основній команді того ж клубу. 
Протягом 2003 року захищав кольори клубу «Вікомб Вондерерз».
Своєю грою за останню команду знову привернув увагу представників тренерського штабу клубу «Астон Вілла», до складу якого повернувся 2004 року. Цього разу відіграв за команду з Бірмінгема наступні чотири сезони своєї ігрової кар'єри. Більшість часу, проведеного у складі «Астон Вілли», був основним гравцем атакувальної ланки команди.
У 2008 році уклав контракт з клубом «Вест-Бромвіч Альбіон», у складі якого провів наступні два роки своєї кар'єри гравця. Граючи у складі «Вест-Бромвіч Альбіона» також здебільшого виходив на поле в основному складі команди.
Протягом 2010 року захищав кольори клубу «Дербі Каунті».
З 2011 року два сезони захищав кольори клубу «Свонсі Сіті». Тренерським штабом нового клубу також розглядався як гравець «основи».
Згодом з 2013 по 2014 рік грав у складі команд «Елязигспор» та «Чівас США».
Завершив ігрову кар'єру у команді «Торонто», за яку виступав протягом 2014—2016 років.

## Виступи за збірну
У 2005 році залучався до складу молодіжної збірної Англії. На молодіжному рівні зіграв у 5 офіційних матчах.

## Титули і досягнення
- Володар Кубка англійської ліги (1):

«Свонсі Сіті»: 2012-2013